# Combat naval du 1er janvier 1800
Quasi-guerre, guerre du Sud
Batailles
- Combat de l'USS Delaware et du Croyable
- Capture de l'USS Retaliation par le Volontaire et l’Insurgente
- Combat de l'USS Constellation et de l’Insurgente
- Combat naval du 1er janvier 1800
- Combat de l'USS Constellation et de la Vengeance
- Puerto Plata Harbor (en)
- Combat de l'USS Boston et du Berceau
- Combat de l'USS Enterprise et du Flambeau
- Invasion de Curaçao (en)

Le combat naval du 1er janvier 1800 opposa des corsaires haïtiens à des bâtiments américains au cours de la Quasi-guerre. Elle se déroula au large des côtes de l'actuelle Haïti, à proximité de l'île de La Gonâve, dans le golfe de la Gonâve. La bataille opposa un convoi de navires marchands américains escorté par la goélette de la marine américaine Experiment à une flottille de barques armées menée par des équipages de corsaires haïtiens.
Un général haïtien rallié aux Français, André Rigaud, avait donné l'ordre à ses forces d'attaquer tous les bateaux étrangers passant dans leur champ d'action. Aussi, lorsque le convoi de navires marchands escorté du navire Experiment s'approcha de Gonâve, les corsaires les attaquèrent et capturèrent deux des cargos américains avant de se retirer. Experiment réussit à sauver les deux autres navires du convoi, et les escorta jusqu'à un port ami. Du côté américain, seul fut tué le capitaine de la goélette Mary. Bien que les corsaires haïtiens aient subi de lourdes pertes lors de cet engagement, ils restèrent assez puissants pour continuer de compromettre la navigation américaine dans la région. Les corsaires ne cessèrent leurs attaques qu'après la défaite de Rigaud face aux forces de Toussaint Louverture, commandant la Révolution haïtienne de 1791.

## Contexte
À l'aube de la Révolution haïtienne en 1791, un soulèvement d'esclaves réussi dans la colonie française, connue alors sous le nom de Saint-Domingue, permit alors à la population locale de prendre le contrôle au gouvernement. Malgré leur succès dans le retrait des autorités coloniales françaises, les multiples factions politiques qui s'étaient saisies du pouvoir dans la colonie étaient divisées, et des heurts éclatèrent bientôt parmi elles. Vers 1800, la guerre du Sud entre André Rigaud, pro-Français, et Toussaint Louverture, pro-autonomie, battait son plein et Saint-Domingue était divisé en deux. Rigaud contrôlait une partie du sud, tandis que Louverture contrôlait le reste de la colonie. Manquant de fourniture et de matériel, les partisans de Rigaud attaquaient tous les navires non-français de passage.
En parallèle de la guerre du Sud, les États-Unis et la France s'opposaient déjà dans une guerre navale dans les Caraïbes, à l'occasion de la Quasi-guerre. Fin décembre 1799, la goélette armée Experiment escortait un convoi composé du brick Daniel and Mary et des goélettes Sea Flower, Mary, et Washington pour prévenir leur capture par les corsaires français. Le 1er janvier 1800, le convoi rencontra un calme plat aux abords de la côte nord de l'île haïtienne appelée aujourd'hui île de La Gonâve, dans la baie de Léogane. Voyant le convoi encalminé, Rigaud envoya onze barges armées les attaquer et les capturer.
Les équipages des navires américains n'étaient que faiblement armés, mais le navire d'escorte l'était beaucoup plus puissamment. Commandé par William Maley, Experiment, un navire de 135 tonnes, était armé de 12 canons de 6 livres et emportait un équipage de 70 hommes. En regard, la force d'intervention initiale de Rigaud se composait de onze barques menées par 40 à 50 hommes pour les plus petites, et de 60 à 70 hommes pour les plus grandes,. Ces barques étaient d'abord propulsées à la rame, à raison de 26 par unité. Elles étaient armées de bombardes et de canons de 4 livres, la majorité d'entre elles étant armées de deux ou trois canons ainsi que de quelques armes légères. En plus des unités mobilisées initialement pour l'attaque du convoi, d'autres barques avec d'autres hommes attendaient à proximité, au cas où des renforts auraient été nécessaires. Au total, Rigaud disposait instantanément de 37 barques et de 1500 hommes. Les Américains ignoraient ce fait lors de l'attaque. Les barques haïtiennes, prise une par une, ne constituaient pas une menace notoire, mais une attaque massive pouvait aisément déborder les Américains, et mener à la capture des navires et de leurs équipages, s'ils parvenaient à y aborder.

## La bataille
Experiment garda ses sabords clos, croisant comme un navire marchand, pendant que les Haïtiens se rapprochaient du convoi avec l'intention de l'aborder et de capturer l'ensemble des cinq navires. Lorsque les Haïtiens arrivèrent à distance de tir des mousquets, les navires américains ouvrirent le feu. Experiment répliqua. La mitraille américaine fit des ravages dans les barques haïtiennes qui furent contraintes de se retirer. Elles se maintinrent à l'écart du convoi américain pendant une demi-heure avant d'aller s'échouer sur l'île voisine de Gonâve pour débarquer leurs blessés et embarquer des renforts. Avec trois barques supplémentaires et des équipages neufs, les pirates repartirent à l'assaut du convoi. Ils se divisèrent en trois escadrons de quatre barques chacun, et engagèrent une course d'attaque visant Experiment. Les unités les plus en pointe, situées au centre, attaquèrent les côtés du navire de guerre américain, pendant que les unités à la traîne attaquaient son arrière. Profitant du répit après le combat précédent, Experiment s'était préparé à la reprise des combats par les pirates en positionnant des mousquetaires en position défensive, en chargeant ses canons principaux, et en relevant les filets d'abordage. Ainsi, lorsque les Haïtiens attaquèrent à nouveau le navire de guerre américain, celui-ci était préparé à repousser toute tentative d'abordage.
Pendant trois heures, Experiment s'opposa aux barques, en coulant deux et tuant un grand nombre de corsaires. Pendant cette période, deux des barques délaissèrent le navire de guerre pour s'en prendre aux navires marchands. Ces barques s'arrangèrent pour se protéger d' Experiment en naviguant derrière la goëlette Mary, celle-ci se retrouvant donc entre les deux barques et le navire de guerre. Les Haïtiens abordèrent Mary et tuèrent son capitaine. De nombreux membres d'équipage sautèrent par-dessus bord, et les autres se cachèrent dans les cales. La seconde barque tenta de prendre Daniel et Mary mais fut coulée par un tir d' Experiment. Une fois les Haïtiens à bord de Mary, Experiment ouvrit un feu de mitraille, chassant ainsi les pirates.
À nouveau, la flottille haïtienne se retira sur la Gonâve pour remplacer ses blessés par de nouveaux marins. Voyant Daniel and Mary et Washington s'écarter du convoi, les Haïtiens décidèrent de les attaquer. Les deux vaisseaux civils s'étant trop éloignés de la protection des canons d' Experiment, leur équipage et leurs passagers les abandonnèrent, se réfugiant sur le navire de guerre américain. Les Haïtiens abordèrent ces deux navires et les pillèrent, les éloignant encore d' Experiment. Celui-ci s'arrangea pour demeurer suffisamment au contact des barques pour les canonner, mais il ne put poursuivre les navires abordés, les deux barques ayant rompu la formation avec la flottille principale et se positionnant pour prendre Mary et Sea Flower si Experiment s'en écartait. Finalement, le reste du convoi réussit à rallier Léogâne, où le consul américain les prit sous sa protection.

## Conséquences
L'USS Experiment avait réussi à protéger deux des navires du convoi, mais les deux autres avaient été pris par les corsaires. Du côté américain, seul le capitaine de la goëlette Mary avait été tué. Les Américains déploraient également deux blessés : un civil et le second d' Experiment, David Porter, atteint au bras pendant la fusillade. En face, les Haïtiens avaient perdu deux barques et déploraient un grand nombre de blessés. Les corsaires de Rigaud attaquèrent un autre convoi plus tard dans l'année et continuèrent de harceler les navires américains jusqu'à ce que Rigaud fut chassé de Saint Domingue à la fin de la guerre du Sud . Après avoir fui la Guadeloupe, il s'embarqua pour la France sur la goëlette Diane, mais fut capturé et transféré à Saint Kitts lorsqu'Experiment l'intercepta le 1er octobre 1800.
Cette bataille donna ultérieurement lieu à une controverse aux États-Unis, les comptes rendus de plusieurs officiers suggérant que le lieutenant Maley, commandant l' Experiment avait fait preuve de lâcheté durant l'engagement. Le lieutenant Porter affirma qu'il avait insisté pour se rendre aux corsaires dès leur arrivée. Maley fut accusé d'avoir cru la situation désespérée du fait du nombre considérable d'assaillants haïtiens pro-Français, et qu'il avait tenté de faire amener les couleurs.
Les rapports des officiers louaient également Porter, affirmant qu'il avait sauvé Experiment et son convoi en agissant de sa propre initiative dans l'ignorance du défaitisme de Maley et en encourageant l'équipage au combat,. D'autres officiels américains, tel le consul à Léogâne, étaient en désaccord avec les accusations de Porter et, au contraire, louaient Maley pour sa bravoure. Ce dernier fut menacé de cour martiale, mais aucune charge formelle relative à cet incident ne fut jamais présentée. Le 16 juillet 1800, il fut remplacé comme Commandant d' Experiment par Charles Stewart. L'épisode demeura omniprésent jusqu'à la fin de carrière lors de son départ en retraite.